# A-League 2016-2017
Il campionato di A-League 2016-2017 è stato la 12ª edizione della A-League, la massima divisione del campionato australiano di calcio. La stagione è iniziata il 7 ottobre 2016, la stagione regolare si è conclusa il 16 aprile 2017, e la finale per l'assegnazione del titolo si è giocata il 7 maggio 2017. Il campionato è stato vinto dal Sydney FC che ha battuto in finale dopo i tiri di rigore il Melbourne Victory.

## Stagione

### Formato
Il campionato si compone di due fasi: la stagione regolare e la fase finale per l'assegnazione del titolo. Nel corso della stagione regolare le 10 squadre si affrontano tre volte con almeno una partita in casa e una in trasferta, per un totale di 27 giornate. Al termine della stagione regolare le prime 6 classificate accedono alla fase finale e le prime due classificate accedono alla AFC Champions League 2018. Nella fase finale le prime due classificate nella stagione regolare accedono direttamente alle semifinali. Nel primo turno in partita unica la terza classificata nella stagione regolare affronta la sesta, mentre la quarta affronta la quinta. Nelle semifinali la prima classificata affronta la vincente del primo turno col peggior piazzamento nella stagione regolare, mentre la seconda affronta quella col miglior piazzamento. Anche semifinali e finale si giocano in gara unica. La vincitrice della finale vince il campionato ed è ammessa alla AFC Champions League 2018.

## Squadre partecipanti
| Club               | Città            | Stadio                                | Stagione 2015-2016    |
| ------------------ | ---------------- | ------------------------------------- | --------------------- |
| Adelaide Utd       | Adelaide         | Coopers Stadium                       | Campione d'Australia  |
| Brisbane Roar      | Brisbane         | Suncorp Stadium                       | 3º posto in A-League  |
| C.C. Mariners      | Gosford          | Bluetongue Central Coast Stadium      | 10º posto in A-League |
| Melbourne City     | Melbourne        | AAMI Park                             | 4º posto in A-League  |
| Melbourne Victory  | Melbourne        | Etihad Stadium AAMI Park              | 6º posto in A-League  |
| Newcastle Jets     | Newcastle        | McDonald Jones Stadium                | 8º posto in A-League  |
| Perth Glory        | Perth            | nib Stadium                           | 5º posto in A-League  |
| Sydney FC          | Sydney           | Allianz Stadium                       | 7º posto in A-League  |
| Wellington Phoenix | Wellington (NZL) | Westpac Stadium                       | 9º posto in A-League  |
| Western Sydney     | Sydney           | ANZ Stadium Sydney Showground Stadium | 2º posto in A-League  |

## Stagione regolare

### Classifica finale
| Pos. | Squadra            | Pt | G  | V  | N  | P  | GF | GS | DR  |
| ---- | ------------------ | -- | -- | -- | -- | -- | -- | -- | --- |
| 1.   | Sydney FC          | 66 | 27 | 20 | 6  | 1  | 55 | 12 | +43 |
| 2.   | Melbourne Victory  | 49 | 27 | 15 | 4  | 8  | 49 | 31 | +18 |
| 3.   | Brisbane Roar      | 42 | 27 | 11 | 9  | 7  | 43 | 37 | +6  |
| 4.   | Melbourne City     | 39 | 27 | 11 | 6  | 10 | 49 | 44 | +5  |
| 5.   | Perth Glory        | 39 | 27 | 10 | 9  | 8  | 53 | 53 | 0   |
| 6.   | Western Sydney     | 36 | 27 | 8  | 12 | 7  | 35 | 35 | 0   |
| 7.   | Wellington Phoenix | 30 | 27 | 8  | 6  | 13 | 41 | 46 | -5  |
| 8.   | C.C. Mariners      | 23 | 27 | 6  | 5  | 16 | 31 | 52 | -21 |
| 9.   | Adelaide Utd       | 23 | 27 | 5  | 8  | 14 | 25 | 46 | -21 |
| 10.  | Newcastle Jets     | 22 | 27 | 5  | 7  | 15 | 28 | 53 | -25 |

Legenda:
      Ammesse ai Play-off (Semifinali)
      Ammesse ai Play-off (Primo Turno)
Note:
Tre punti a vittoria, uno a pareggio, zero a sconfitta.
La classifica viene stilata secondo i seguenti criteri:
- Punti conquistati
- Differenza reti generale
- Reti totali realizzate
- Punti conquistati negli scontri diretti
- Differenza reti negli scontri diretti
- Minor numero di cartellini rossi ricevuti
- Minor numero di cartellini gialli ricevuti
- Sorteggio

### Risultati

#### Partite (1-27)
|                   | Ade     | Bri     | CCM     | MeC     | MeV     | New     | Per     | Syd     | Wel     | WSW     |
| ----------------- | ------- | ------- | ------- | ------- | ------- | ------- | ------- | ------- | ------- | ------- |
| Adelaide United   | ––––    | 1-1 2-1 | 1-2     | 2-1     | 1-2 0-2 | 1-0     | 0-5 1-1 | 0-4     | 2-0 2-2 | 1-2 2-2 |
| Brisbane Roar     | 4-0     | ––––    | 5-1     | 1-0     | 1-1 1-0 | 2-3     | 2-1     | 1-1 0-0 | 1-2 4-3 | 1-1 2-1 |
| C.C. Mariners     | 2-1 2-3 | 0-1 1-2 | ––––    | 2-2 2-3 | 0-3     | 2-0     | 2-0     | 2-3     | 0-2     | 1-4     |
| Melbourne City    | 2-1 1-0 | 1-1 2-2 | 2-1     | ––––    | 1-2     | 2-1 4-0 | 2-3 3-3 | 1-3     | 2-1     | 1-0     |
| Melbourne Victory | 2-1     | 3-2     | 4-1 1-0 | 1-4 2-1 | ––––    | 2-0 4-2 | 1-1 4-1 | 1-2     | 6-1 0-3 | 3-0     |
| Newcastle Jets    | 1-1 2-1 | 4-0 1-3 | 1-1     | 2-1     | 0-0     | ––––    | 2-2     | 0-2     | 2-2     | 0-3     |
| Perth Glory       | 3-1     | 2-2 3-1 | 3-3     | 5-4     | 2-1     | 1-2 3-2 | ––––    | 1-4 0-3 | 2-0 2-1 | 2-2 2-0 |
| Sydney FC         | 0-0 2-0 | 2-0     | 4-0 1-0 | 1-1 3-0 | 2-1 1-0 | 2-0     | 4-1     | ––––    | 3-1     | 0-0     |
| Well. Phoenix     | 0-0     | 0-1     | 3-0 1-0 | 0-1 1-5 | 3-0     | 2-0 5-0 | 3-3     | 0-1 1-1 | ––––    | 2-2 1-3 |
| West. Sydney W.   | 0-0     | 1-1     | 1-1 0-2 | 1-1 3-1 | 0-3 0-0 | 2-2 2-0 | 1-1     | 0-4 1-0 | 3-1     | ––––    |

## Fase finale

### Tabellone
|  | Primo turno | Primo turno         | Primo turno     |                 |                   | Semifinali        | Semifinali        | Semifinali |  |  | Finale | Finale | Finale |  |
|  |             |                     |                 |                 |                   |                   |                   |            |  |  |        |        |        |  |
|  |             |                     |                 |                 |                   | 2                 | Melbourne Victory | 1          |  |  |        |        |        |  |
|  |             |                     |                 |                 |                   | 2                 | Melbourne Victory | 1          |  |  |        |        |        |  |
|  |             |                     |                 | Brisbane Roar   | 0                 |                   |                   |            |  |  |        |        |        |  |
|  | 3           | Brisbane Roar (dtr) | 1(6)            | Brisbane Roar   | 0                 |                   |                   |            |  |  |        |        |        |  |
|  | 3           | Brisbane Roar (dtr) | 1(6)            |                 |                   |                   |                   |            |  |  |        |        |        |  |
|  | 6           | Western Sydney      | 1(5)            |                 |                   |                   |                   |            |  |  |        |        |        |  |
|  | 6           | Western Sydney      | 1(5)            |                 | Melbourne Victory | Melbourne Victory | 1(2)              |            |  |  |        |        |        |  |
|  |             |                     |                 |                 |                   |                   |                   |            |  |  |        |        |        |  |
|  |             |                     | Sydney FC (dtr) | Sydney FC (dtr) | 1(4)              |                   |                   |            |  |  |        |        |        |  |
|  |             |                     |                 | Sydney FC (dtr) | 1(4)              |                   |                   |            |  |  |        |        |        |  |
|  |             |                     |                 |                 |                   |                   |                   |            |  |  |        |        |        |  |
|  |             |                     |                 |                 |                   |                   |                   |            |  |  |        |        |        |  |
|  |             | 1                   | Sydney FC       | 3               |                   |                   |                   |            |  |  |        |        |        |  |
|  |             |                     |                 | 3               |                   |                   |                   |            |  |  |        |        |        |  |
|  |             |                     |                 | Perth Glory     | 0                 |                   |                   |            |  |  |        |        |        |  |
|  | 4           | Melbourne City      | 0               | Perth Glory     | 0                 |                   |                   |            |  |  |        |        |        |  |
|  | 4           | Melbourne City      | 0               |                 |                   |                   |                   |            |  |  |        |        |        |  |
|  | 5           | Perth Glory         | 2               |                 |                   |                   |                   |            |  |  |        |        |        |  |

## Statistiche

### Classifica marcatori
| Gol |  |  | Giocatore        | Squadra            |
| --- |  |  | ---------------- | ------------------ |
| 21  |  |  | Besart Berisha   | Melbourne Victory  |
| 20  |  |  | Jamie Maclaren   | Brisbane Roar      |
| 17  |  |  | Bruno Fornaroli  | Melbourne City     |
| 15  |  |  | Bobô             | Sydney FC          |
| 14  |  |  | Brendon Šantalab | Western Sydney     |
| 13  |  |  | Diego Castro     | Perth Glory        |
| 12  |  |  | Andy Keogh       | Perth Glory        |
| 12  |  |  | Roy Krishna      | Wellington Phoenix |
| 12  |  |  | Marco Rojas      | Melbourne Victory  |
| 12  |  |  | Adam Taggart     | Perth Glory        |